# TSV Nürnberg-Buch
Der Turn- und Sportverein Nürnberg-Buch 1921 e.V. ist ein Sportverein aus dem Nürnberger Stadtteil Buch. Bekannt ist der Verein vor allem für seine Fußballmannschaft, die in der Fußball-Landesliga Bayern spielt.

## Geschichte
Der TSV Buch wurde am Neujahrstag 1921 im Knoblauchslanddorf Buch, das seit 1924 zu Nürnberg gehört, als Arbeitersportverein gegründet. Nach der Machtergreifung der Nationalsozialisten 1933 wurde der Verein aufgelöst und die vorhandenen Dokumentationen und Unterlagen seitens der SA in Beschlag genommen. Nach dem Ende des Zweiten Weltkriegs wurde der Verein nach 15 Jahren Pause wiedergegründet. Die Idee hierzu entstand auf Initiative des Schachclubs Buch, der seit Februar 1948 wieder eine Spiellizenz besaß. Seit 2012/13 gehört der TSV Buch der sechsthöchsten Spielklasse, der Landesliga Bayern in der Staffel Nordost, an und verpasste in der Saison 2017/18 mit einem zweiten Platz knapp den Aufstieg in die Bayernliga.
Aktuell ist der Verein das erfolgreichste Nürnberger Fußballteam hinter dem 1. FC Nürnberg, dessen zweiter Mannschaft und dem TSV Kornburg.
Neben Fußball für Männer und Frauen bietet der TSV Buch seinen Mitgliedern Tischtennis, Tennis, Volleyball, Crossminton und Gymnastik an.